# Nakanoto
Nakanoto (Japans: 中能登町, Nakanoto-machi) is een gemeente in het district Kashima, van de Japanse prefectuur Ishikawa. De gemeente ontstond op 1 maart 2005 na een fusie van de drie gemeenten in het district: Kashima, Rokusei en Toriya.
Op 1 april 2005 telde de gemeente 18.952 inwoners. De bevolkingsdichtheid bedraagt 212 inw./km². De oppervlakte van de gemeente is 89,36 km².